# 宣惠王 (箕子朝鮮)
索（？—前896年），是古朝鲜之箕子朝鲜的君主，子姓。《東史年表》认为在位於前925年至前896年，諡號宣惠王（韓語：선혜왕），後王位由兒子師繼承。